# Монастирська школа (Болгарія)

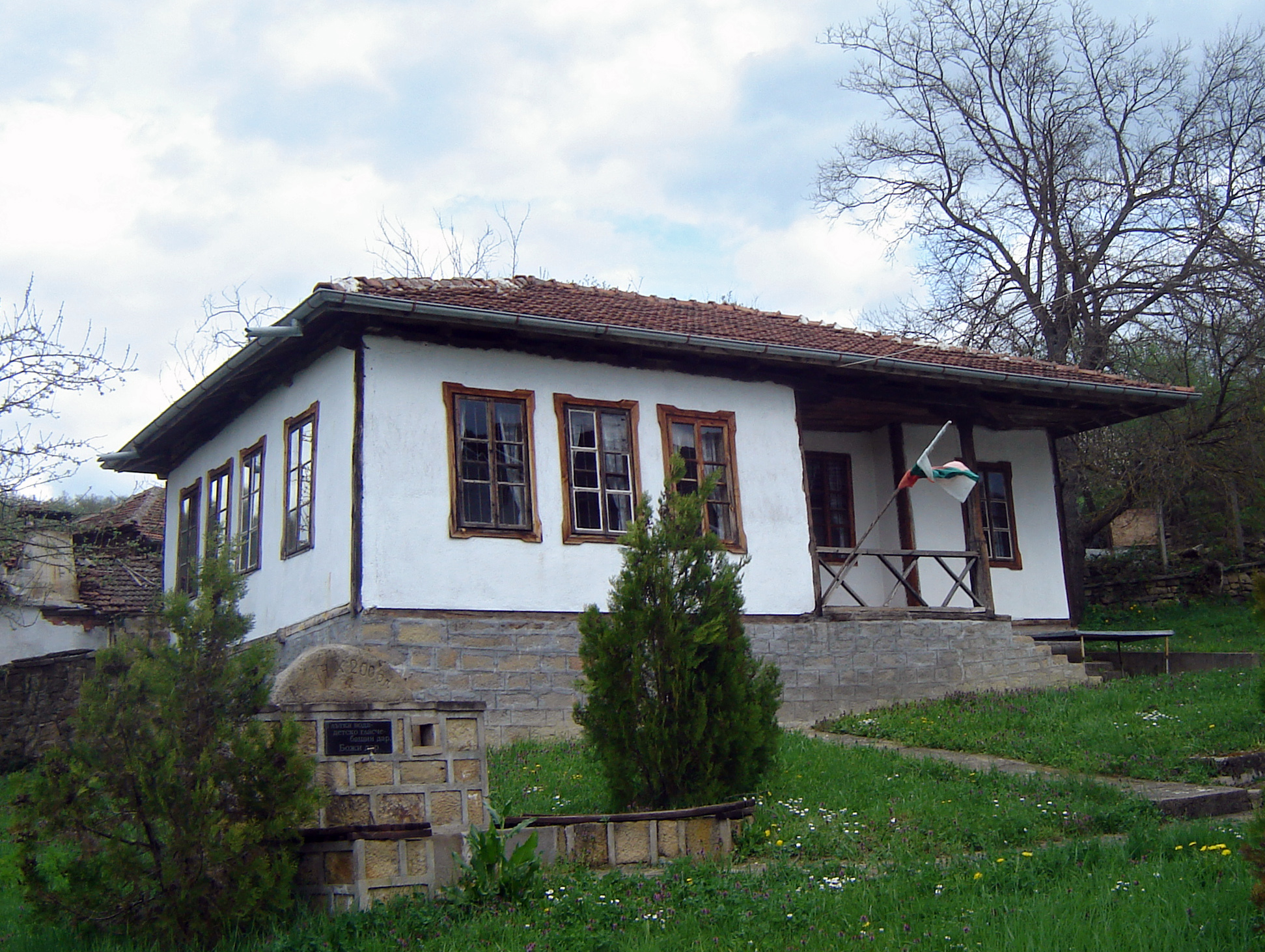
В монастирській школі в селі Божениця сьогодні створено музей

Монастирська школа є своєрідною початковою школою з церковно-релігійною орієнтацією, яка функціонувала на болгарських землях під час османського панування .
Протягом XV—XVIII століть єдиними школами були монастирі. Спочатку школи з'явилися в церквах, монастирях і мали публічний характер, а в XVII і XVIII ст. також з'являються приватні монастирські школи. Вони розвиваються на основі середньовічної болгарської літературної традиції, збереженої під час османського правління.
Вчителі в основному є ченцями і священиками, рідше освіченими майстрами або торговцями. Викладач проводив навчання з кожним учнем окремо. Поки учень навчається, він займається своїм ремеслом. Навчання проводиться грецькою, церковно-слов'янською або обома мовами. Процес навчання спрямований на забезпечення читання, письма, церковного співу і початкових навичок обчислення. Іноді навчання поєднується з вивченням конкретного ремесла . В якості підручників використовуються такі книги як Часослов, Апостол, Псалтир та інші. Тут здобуває освіту частина найактивніших діячів нової болгарської освіти.
До появи світських шкіл у першій половині ХІХ століття монастирські школи були єдиними болгарськими школами під час османського панування. Монастирське виховання має елементарний релігійний характер, але не обмежує просвітницьку діяльність рамками церковності і догм. Під час османського правління це християнське виховання зберігає національну ідентичність і болгарську самосвідомість народу.
До 18-го століття монастирські школи були широко розповсюджені. На болгарських землях на той час їх налічується більше 100, серед яких Софія, Котел і Самоков, а також Троянський, Етропольський і Рильський монастирі . З часом монастирська освіта все більше збагачується, і болгарські книги, такі як " Слов'яно-болгарська історія " Паїсія Хилендарського, вже читаються. Поступово, з утворенням нової болгарської освіти, такі школи перестають існувати.